# ويليام رينولدز (ممثل)
ويليام رينولدز (بالإنجليزية: William Reynolds)‏ هو ممثل أمريكي، ولد في 9 ديسمبر 1931 بلوس أنجلوس في الولايات المتحدة.

## أعمال

### مسلسلات
- ذا إف بي آي

## وصلات خارجية
- ويليام رينولدز على موقع IMDb (الإنجليزية)
- ويليام رينولدز على موقع إن إن دي بي (الإنجليزية)
- ويليام رينولدز على موقع قاعدة بيانات الفيلم (الإنجليزية)